# デンジャラス・リビング
『デンジャラス・リビング』（英: Dangerous Living: Coming Out in the Developing World）は、2003年に製作されたアメリカ合衆国のドキュメンタリー映画。
日本では、2007年7月14日に第16回東京国際レズビアン&ゲイ映画祭にて初上映された。また、2008年7月27日に第3回青森インターナショナルLGBTフィルムフェスティバルにて上映された。

## キャスト
- ジャニーン・ガラファロー（ナレーション）